# Frankie Marlowe
Frankie Marlowe, all'anagrafe Francesco Racanati (Genova, 14 novembre 1961), è un produttore discografico, autore e dj radiofonico italiano.

## Biografia
Il primo progetto ad avere un buon riscontro commerciale è stata la 'cover' di How deep is your love (originariamente dei Bee Gees) cantata da Elaine Laye (), pubblicata in Europa nel 1989 ed in Giappone nel 1990; il singolo fu registrato a Milano allo studio  Regson, progetto realizzato assieme al collega radiofonico ed amico Maurice, oltre ad altri collaboratori; il discomix (12") conteneva inoltre l'inedito September Love ed uscì anche come cd single ed in svariate raccolte dance in formato cd. Tra le altre produzioni, Spring Rain dei  Nine 2 Six - molto apprezzata nel circuito dei disco clubs di Rio de Janeiro -  ripubblicata nel 2011 sulla compilation del celebre DJ José Padilla " Bella Musica Vol. 6 ", Japanese Love di E.L. Gang (sperimentale connubio di groove downbeat, ambient ed Opera) e  No "Cindy" Joke  - Don' t make me cry , anch' essa uscita in Europa e con buoni riscontri in Giappone. Nel 1998, un progetto di beneficenza devoluto al "Telefono Azzurro": il cd singolo Lupi Cattivi, con il rap del famoso portiere Gianluigi Buffon, per il quale Frankie ha scritto il testo in italiano.
2012: Frankie si unisce con Vito Ulivi (  Indiana ), e insieme creano il team  M & M Project, che pubblica la prima uscita dance: Like a Star , seguita nel 2013 dalla dance cover del famoso brano "Drive my car" dei Beatles.
Nel 2024, dopo un periodo in cui si è dedicato a progetti teatrali, cinematografici e radiofonici, Frankie riprende la collaborazione con Vito Ulivi, per la realizzazione di nuovi brani musicali "dance".

## Discografia parziale
|  | Elaine Laye - How Deep Is Your Love                   | Radiorama Productions | RA 8912         | 1989 |  |
|  | 2 B Blue - It's Cold Out Here                         | Beat Club Records     | BCR 002190      | 1990 |  |
|  | Nine 2 Six - Spring Rain (12")                        | Not On Label          | SR 658          | 1991 |  |
|  | Nine 2 Six - Slave To The Rhythm (12")                | Meeting Records       | ME 119          | 1991 |  |
|  | E.L. Gang* - Japanese Love (12")                      | Meeting Records       | ME 120          | 1991 |  |
|  | No "Cindy" Joke - Don't Make Me Cry (12")             | Got It                | GTR 596005      | 1996 |  |
|  | Gian Luigi Buffon* - Lupi Cattivi (CD, Single)        | Volumex               | CD VOL 19902-02 | 1998 |  |
|  | M&M Project - Like A Star (2xFile, MP3, 320)          | Land Of Dance         | LOD 05D         | 2012 |  |
|  | M&M Project - Drive My Car (3xFile, MP3, Single, 320) | Land Of Dance         | LOD 06D         | 2013 |  |